# Lebæk Dysse
Lebæk Dysse (tysk: Großsteingrab Lehbek) er en stærkt ødelagt dysse (langdysse) fra yngre stenalder (tragtbægerkultur). 
Dyssen er beliggende cirka 700 meter sydvest for Lebæk (Lehbek) ved Gelting i det østlige Angel i Sydslesvig. Det skønnes, at dyssen var oprindelig 125 meter lang og cirka 9,5 meter bred. Syv stene er bevaret in situ ( ≈ på stedet) og er orienteret nordvest-sydøst. Selv om dyssen var kraftigt beskadiget, er to af kammerets bæresten i dyssens nordlige ende bevaret. 